# Friedrich Wilhelm Freiherr von Bülow

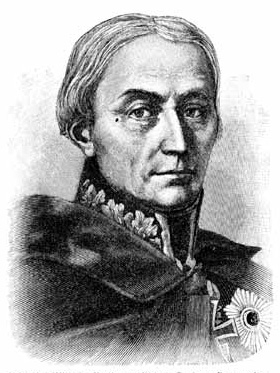
Friedrich Wilhelm Bülow von Dennewitz

Friedrich Wilhelm Freiherr von Bülow (16 februarie 1755 - 25 februarie 1816) general prusac, conte de Dennewitz, participant în războaiele napoleoniene.